# Drapetis binotata
Drapetis binotata är en tvåvingeart som beskrevs av Meijere 1911. Drapetis binotata ingår i släktet Drapetis och familjen puckeldansflugor. Inga underarter finns listade i Catalogue of Life.